# Tournai-i egyházmegye
A Tournai-i egyházmegye a római katolikus egyház egyik egyházmegyéje Belgiumban. A püspöki széke Tournai városában található, a Mechelen-Brüsszeli főegyházmegye szuffragán egyházmegyéje. Megyéspüspöke Guy Harpigny püspök. Székesegyháza a világörökség Notre-Dame-székesegyház.

## Püspökök 1802. óta
- François-Joseph Hirn (1802-1819)
- Jean-Joseph Delplancq (1829-1834)
- Gaspard-Joseph Labis (1835-1872)
- Edmond Dumont (1873-1879)
- Isidore Joseph Du Roussaux (1880-1897)
- Carolus Gustavus Walravens (1897-1915)
- Amédée Crooy (1915-1923)
- Gaston-Antoine Rasneur (1924-1939)
- Luigi Delmotte (1940-1945)
- Etienne Carton de Wiart (1945-1948)
- Charles-Marie Himmer (1948-1977)

Giulio Lecouvet, segédpüspök (1949-1959)
Pierre Samain, segédpüspök (1967-1984)
- Jean Huard (1977-2002)
- Guy Harpigny (2003-hivatalban)

## Szomszédos egyházmegyék
- Cambrai-i főegyházmegye (délnyugat)
- Lille-i főegyházmegye (nyugat)
- Bruggei egyházmegye (északnyugat)
- Genti egyházmegye (észak)
- Mechelen-Brüsszeli főegyházmegye (északkelet)
- Namuri egyházmegye (kelet)
- Reimsi főegyházmegye (délkelet)
- Soissons-i egyházmegye (dél)